# Star Trek: Nemesis
Star Trek: Nemesis is een Amerikaanse sciencefictionfilm uit 2002. Het is de tiende film in de Star Trekserie, en de vierde waarin de acteurs van Star Trek: The Next Generation meespelen. De film werd geregisseerd door Stuart Baird.

## Verhaal
De bemanning van de USS Enterprise is aanwezig bij de trouwerij van William T. Riker en Deanna Troi. Tevens zal Riker die avond afscheid nemen van de bemanning. Hij is gepromoveerd tot kapitein. Niet veel later vindt de bemanning op een planeet net buiten de Romulaanse neutrale zone de restanten van een androïde die sterk lijkt op Data. Wanneer hij in elkaar wordt gezet, stelt de androïde zich voor als B-4, een voorloper van Data. Hoewel hij eruitziet als Data, is zijn persoonlijkheid veel minder geavanceerd.
Het schip krijgt orders van Viceadmiraal Kathryn Janeway om op een diplomatieke missie te gaan naar Romulus, de planeet waar het hoogste orgaan van het Romulaanse rijk zich bevindt. Hier heeft zich recentelijk een militaire staatsgreep voorgedaan. Een jonge Reman genaamd Shinzon heeft de macht gegrepen. Deze Shinzon is een kloon van kapitein Picard, die in het diepste geheim is gemaakt door de Romulans met het plan Picard te vangen en Shinzon in zijn plaats naar de federatie te sturen. Het plan werd echter afgewezen door een nieuwe regering en Shinzon werd achtergelaten in de mijnen van Remus. Shinzon beweert vrede te willen, maar heeft in werkelijkheid een paar vervelende verrassingen in petto voor de Romulans en de Federatie.
De bemanning van de Enterprise ontdekt dat er ingebroken is in de computers van het schip. Picard wordt gevangen door Shinzon. Shinzons lichaam is langzaam aan het vergaan vanwege het kloonproces en hij heeft Picards DNA nodig om te overleven. De bemanning ontdekt dat B-4 een spion is die de informatie van de Enterprise doorgaf aan Shinzon. Ze slagen erin hem te vervangen door Data om Picard te redden. Picard en de bemanning bevechten Shinzons Warbird, de Scimitar, waarmee Shinzon de aarde wil vernietigen.
Met behulp van twee Romulaanse warbirds, wier kapiteins niet loyaal zijn aan Shinzon, wordt de strijd tegen Shinzon voortgezet. De warbirds raken zwaar beschadigd en moeten zich terugtrekken. De Enterprise ramt de Scimitar, wat beide schepen zware schade toebrengt. Shinzon wil de Scimitars superwapen inzetten om de  Enterprise bloot te stellen aan schadelijke straling waardoor de hele bemanning om zal komen. Picard en Data betreden Shinzons schip. Picard gaat de strijd aan met Shinzon, en Data offert zichzelf op om de Enterprise te redden en de Scimitar te vernietigen.
De film eindigt met de Enterprise in een droogdok voor reparatie. Picard neemt afscheid van Riker, die het bevel zal gaan voeren op de Titan. B-4 is nog actief. Data heeft enkele van zijn eigen herinneringen overgebracht op B-4 in de hoop dat de androïde hem kan vervangen.

## Rolverdeling
| Acteur          | Personage                     |
| --------------- | ----------------------------- |
| Patrick Stewart | Captain Jean-Luc Picard       |
| Brent Spiner    | Lt. Commander Data/B-4        |
| Jonathan Frakes | Captain William T. Riker      |
| LeVar Burton    | Lt. Commander Geordi La Forge |
| Michael Dorn    | Lt. Commander Worf            |
| Gates McFadden  | Dr. Beverly Crusher           |
| Marina Sirtis   | Commander Deanna Troi         |
| Ron Perlman     | Reman Viceroy                 |
| Tom Hardy       | Praetor Shinzon               |
| Dina Meyer      | Romulan Commander Donatra     |
| Jude Ciccolella | Romulan Commander Suran       |
| Kate Mulgrew    | Vice Admiral Kathryn Janeway  |
| Whoopi Goldberg | Guinan                        |
| Wil Wheaton     | Lt. Wesley Crusher            |

## Achtergrond

### Verwijderde scènes
“Nemesis” werd net als Star Trek V: The Final Frontier ongeveer 1/3 ingekort vanuit een veel langere speelduur. Veel van de verwijderde scènes in de film waren “personagemomenten” die dieper inspeelden op de relaties tussen enkele personages. Een punt van kritiek op Nemesis is dat veel van deze verwijderde scènes de beste acteermomenten, emotionele inhoud en toevoegingen aan het verhaal bevatten, maar werden weggelaten om plaats te maken voor de actiescènes en special effects. Rick Berman heeft toegegeven dat ten minste 50 minuten aan beeldmateriaal wel is gefilmd, maar het nooit heeft gehaald tot de uiteindelijke versie van de film. Ongeveer 17 minuten aan verwijderde scènes is wel verwerkt in de dvd uitgave van de film. Deze scènes zijn:
- een privé-gesprek tussen Data en Picard onder het genot van een glaasje wijn ("Chateau Picard") waarin ze discussiëren over het feit dat de crew van de Enterprise langzaam zijn eigen weg gaat.
- Een vroegtijdige introductie van Shinzon in de film (direct na de bruiloftsreceptie). Deze scène bevat ook dialogen uit de trailer van de film: "But in darkness there is strength..." (Viceroy) en "The time we have dreamt of is at hand... the mighty Federation will fall before us..." (Shinzon).
- De tweede "mind-rape" scène van Counselor Troi in de Turbolift.
- De scène waarin Picard en Troi door een gang lopen en Troi aan Picard vertelt dat hij en Shinzon twee heel verschillende mensen zijn.
- De ziekenboeg die zich voorbereidt op het komende gevecht en de mogelijke gewonden die gaan vallen.
- Een verlengde versie van de scène waarin Crusher Picard bezoekt in zijn hut. In deze verlengde versie vertelt Crusher aan Picard dat Shinzon een heel ander persoon is, niet de man die ze de afgelopen 30 jaar heeft leren kennen.
- Worf die Picard waarschuwt voor de Romulans kort voordat ze naar Romulus vertrekken.
- Riker en Troi die met Worf discussiëren over hun trouwplannen.
- Een verlengde versie van Picard’s eerste ontmoeting met Shinzon.
- Een verlengd einde – een nieuwe First Officer (Commander Martin Madden) wordt geïntroduceerd op de Enterprise, en twee grappige momenten worden hierna getoond. Riker vertelt Madden om Kapitein Picard met "Jean-Luc" aan te spreken. Later, in een conversatie met Picard, doet Madden dit ook waarbij Madden beseft dat Riker hem beet heeft genomen.

Nemesis zou de eerste Star Trek film zijn met het personage Wesley Crusher (gespeeld door Wil Wheaton). Zijn scènes zijn echter bijna geheel verwijderd, en hij heeft derhalve enkel een cameo op de bruiloftsreceptie.

### Reactie
De film kwam uit op 13 december 2002, en moest het daarbij opnemen tegen Harry Potter and the Chamber of Secrets, de 20e James Bondfilm Die Another Day en The Lord of the Rings: The Two Towers.
De opbrengst van de film was de laagste van de filmserie met $43.254.409 per december 2004. Het was ook de eerste Trek film die niet bij opening binnenkwam op de eerste plaats in de US box office. De film bracht wereldwijd $67.312.826 op, op een budget van $60,000,000.
In tegenstelling tot "Insurrection" kon "Nemesis" zelfs niet internationaal goed scoren. Er werden minder kaarten voor verkocht dan voor elke voorgaande Star Trek film, op "The Search for Spock" na. Op Rotten Tomatoes kreeg de film een beoordeling van 37% "rotten" van de critici, maar een 64% “fresh” van de gebruikers en een Metacritic score van 50 van de 100.

## Prijzen/nominaties
In 2003 werd “Star Trek: Nemesis” genomineerd voor vijf prijzen, waarvan hij er een won.
Gewonnen:
- De Young Artists Award voor Beste familiefilm – fantasie.

Alleen genomineerd:
- vier Saturn Awards:
  - Beste Kostuums
  - Beste Make-up
  - Beste sciencefictionfilm
  - Beste mannelijke bijrol (Tom Hardy)